# جوش تورنر
جوش تورنر (بالإنجليزية: Josh Turner)‏ هو مغني ومغن مؤلف وموسيقي أمريكي، ولد في 20 نوفمبر 1977 في فلورنس في الولايات المتحدة.

## وصلات خارجية
- الموقع الرسمي
- جوش تورنر على موقع IMDb (الإنجليزية)
- جوش تورنر على موقع ميوزك برينز (الإنجليزية)
- جوش تورنر على موقع إن إن دي بي (الإنجليزية)
- جوش تورنر على موقع أول ميوزيك (الإنجليزية)
- جوش تورنر على موقع ديسكوغز (الإنجليزية)